# زاك شذى
زاك شذى (بالإنجليزية: Zack Shada)‏ هو منتج أسطوانات ومدير موسيقي وممثل أمريكي، ولد في 25 نوفمبر 1992 في الولايات المتحدة.

## أعمال

### أفلام
- (2003)  خنق كامل[2]
- (2006) الانفصال[3]
- (2006) الولد المشاكس[4]

### مسلسلات
- تشريح غراي
- فرقة العدالة
- ويزردز أوف ويفرلي بليس[5]

## وصلات خارجية
- زاك شذى على موقع IMDb (الإنجليزية)
- زاك شذى على موقع ألو سيني (الفرنسية)
- زاك شذى على موقع ميوزك برينز (الإنجليزية)
- زاك شذى على موقع أول موفي (الإنجليزية)
- زاك شذى على موقع قاعدة بيانات الأفلام السويدية (السويدية)
- زاك شذى على موقع قاعدة بيانات الفيلم (الإنجليزية)
- زاك شذى على موقع كينوبويسك (الروسية)